# たすけて! ドクター・ドク太
『たすけて! ドクター・ドク太』（たすけて! ドクター・ドクた）は、神内アキラによる日本の漫画作品。
小学校を舞台に、主人公で医者を名乗る小学生の少年が、クラスメイト、およびその保護者の心に抱える108の病を診察し、その病魔を退治するドクターバトル漫画。
劇中では主人公による医療知識の雑学や、敵（病魔）と戦う際の「108の病」を言及する場面があり、勉強になる内容も多い。児童ならではの心理学的な行動が如実かつ緻密に描写されているのも特徴。また、時事的なネタも扱っている（スマホ依存症、不登校、勉強ばかり強要して子供を苦しめる教育ママなど）
本作は、作者の神内の初めて単行本化された作品でもあり、小学生の頃を思い出しながら描いていると述べている。

## あらすじ
心の病は、嫉妬や憎悪など108つある。これらの病気は体と違い普通の医者には治せない。しかし、それを直せる医者がいた。その名は、九丘小学校5年2組の転校生井両ドク太。彼は、普段は天然だが、周囲の心の病を見抜くことに長けており、そこに巣食う病魔と戦い治療するドクター・ドク太なのである。
転校して間もなくクラスメイトやその保護者の心に巣食う病魔を退治することとなるが、途中から「あっちの世界」の住人を名乗るナゾの男との因縁にも立ち向かうこととなる。

## 登場人物

### 主要人物
井両 ドク太（いりょう ドクた）
本作の主人公。九丘小学校5年2組の転校生。普段は天然だが、その正体は人の心に巣食う108の病と闘う医者・ドクター・ドク太。右目が隠れるほどの長髪と、稲妻を連想させるアホ毛、白衣と聴診器をつけているのが特徴。医療に関する雑学知識が豊富である反面、学業成績は壊滅的（社会は0点で、国語にも乏しい）。車酔いしやすい体質である。動物に嫌われている。その天然ぶりに周囲から引かれることが多く、次第に空気を読むようになっているが、何処かずれているのは変わっていない。
自分の周囲の人物の、ありとあらゆるカルテ（個人情報）がそろっており、病魔に憑かれている疑いがある「患者」と判断した場合は、聴診器を使い、心拍数の乱れがあると判断して、患者の心情を吐露させたうえで取り憑いた病魔を出現させる。その際、「オペの時間だ。」と発言し、カルテを取り寄せ、「カルテNo.○○○番。」から始まり、名前、年齢、血液型、身長、体重、既往歴の有無、を取り上げたうえで「診断名、○○による『○○（108の病の1つ）』――。手術の必要、『有り』」と言ったうえでナースにより手術道具を取り出し、病魔と闘う。とどめを刺した後の決め台詞は「お大事に。」。その後の患者には「手術成功! あとは――、患者（キミ）次第。」と、周囲と和解することを促す発言をして一段落。物語のオチでは女生徒二人の前に現れてはその奇行（天然）ぶりに引かれているという場面で締めくくられている。
その正体は、かつて「不治の病」に殺された患者であり、「あっちの世界」で復活し医者になった存在。そのため、自身のカルテは白紙で素性は一切不明とされており、ナゾの男のリーダーらしき人物には「こちら側の世界の住人」か、「すでに死んでいる人間」と推測されていた。
ナース
一つ目が特徴の妖精である、ドク太の助手。
ナゾの男
「あっちの世界」の住人を名乗る男。ある計画のために病魔を使ってドク太の邪魔をする。「あっちの世界」の組織のリーダーらしき人物の命令でドク太のカルテを盗むが、白紙であったため、ドク太が「こちら側の世界の住人、もしくはすでに死んでいる人間」と判断されたが、どちらも正解でありドク太本人により事実であることが証明された。
ドクター・カルマ
2巻から登場。長髪の黒髪をポニーテールにし、黒い双眸の目つき、黒い白衣を着ている黒づくめの少年。「あっちの世界」の住人の1人にしてドク太同様の凄腕の医者だが、その名に違わず「業を断つ」思想を持ち、「弱い心が病魔を生むなら、そのもとを断つ」という、患者ごと病魔を倒そうとするなど冷酷な性格。しかし、ドク太の戦いを見て心境に変化が現れたのか、エピローグでは「病魔のみ倒す」という戦い方に考えを改めた様子が描かれた。

### 患者
茂木 勇気（もてぎ ゆうき）
【年齢：10歳10か月、血液型A型、身長145センチメートル、体重38.3キログラム、既往歴なし、診断名：感情脈亀裂による「孤独」】
ドク太のクラスメイト。親の仕事の都合で学校を転々としており、現在の九丘小学校に落ち着いたドク太より先の転校生。その経歴ゆえに友達の輪に入れず、寂しさと羨ましさから「孤独」という心の病を抱えていた。友達を作るために自作自演の悪行を重ね、自分はバレないだろうといい人ぶり、その罪を他人に着せてきた。その結果、「孤独」という病魔に浸食され、ドク太によって「孤独」を退治される。その後、罪を着せた怒山と被害を着せたともみに謝罪し、怒山の鉄拳制裁と激励を受けたことで晴れて友達の輪に入ることができた。

### その他
星野 ともみ（ほしの ともみ）
ドク太のクラスメイトで、クラスのアイドル的存在。誰にでも優しい性格。姫カットのロングヘアーが特徴の美少女。ある日、自分の机に落書きなどの嫌がらせを受けるが、その犯人が茂木であったことを知っても許している。
怒山（おこりやま）
ドク太のクラスメイトで、大柄な少年。嫌味な性格で周囲からは嫌われている。ともみに片思いをしており、告白したがフラれた。そのため、その性格が災いしてともみへの嫌がらせの犯人だと疑われた。言動は粗暴で典型的なガキ大将だが根はそこまで悪くなく、茂木が犯人だと知った際には罰として鉄拳制裁を食らわせたうえで「仲間に入りたいなら普通に言え。そうすればだれも仲間はずれにしない」とぶっきらぼうながらも激励している。その後も度々登場している。
劇中でドク太に最初に診察された人物でもあり、「1歳の時に水ぼうそうで死にかけ、3歳の時にスイカの食べ過ぎで入院、5歳の時にアイスを食べすぎて救急車に、7歳の時に……（以下不明）」と、2年ごとに災難に遭っている。
作者の神内は、怒山のようなキャラクターを描いたことがなかったため、『ドラえもん』のジャイアンを見て練習して描いた末に出来上がったとのこと。

## 書誌情報
- 神内アキラ 『たすけて! ドクター・ドク太』小学館〈コロコロコミックス〉、全3巻
  1. 2017年4月2日初版発行（2017年3月28日発売[11]）、ISBN 978-4-09-142380-1
  2. 2018年3月5日初版発行（2018年2月28日発売[12]）、ISBN 978-4-09-142624-6
  3. 2019年1月30日初版発行（2019年1月25日発売[13]）、ISBN 978-4-09-142860-8